# 耿惠昌
耿惠昌（1951年11月—），祖籍河北樂亭。中共第十七届、第十八届中央委员。曾任中华人民共和国国家安全部部长。

## 簡歷
耿惠昌在1985年任国际关系学院美国研究所副所长，1990年升任所长，专司美国社会研究工作，著有《美国的新右翼运动》等著作。1992年，任中国现代国际关系研究所所长。

### 国安部
1998年9月，任中华人民共和国国家安全部副部长。2007年8月，升任部长。2016年11月7日，不再担任国家安全部部长。

### 政协
2016年11月，增补为第十二届全国政协委员，任第十二届全国政协港澳台侨委员会副主任。2018年1月，当选第十三届全国政协委员。